# Alloblatta magna
Alloblatta magna är en kackerlacksart som beskrevs av Philippe Grandcolas 1995. Alloblatta magna ingår i släktet Alloblatta och familjen jättekackerlackor.
Artens utbredningsområde är Centralafrikanska republiken. Inga underarter finns listade i Catalogue of Life.